# 葛村
葛村（くずむら）は奈良県北西部、南葛城郡に属していた村。現在の御所市南東部、近鉄吉野線沿線にあたる。

## 歴史
- 1889年（明治22年）4月1日 - 町村制の施行により、今住村、稲宿村、戸毛村、樋野村、古瀬村、朝町村、奉膳村、新田村、重阪村、内谷村の区域をもって葛上郡葛村が発足。
- 1896年（明治29年）3月29日 - 所属郡を南葛城郡に変更。
- 1958年（昭和33年）3月31日 - 御所町、大正村、葛上村と合併し、御所市発足。同日葛村消滅。

## 交通

### 鉄道路線
- 日本国有鉄道
  - 和歌山線
    - 吉野口駅

- 近畿日本鉄道
  - 吉野線
    - 葛駅 - 吉野口駅